# Valice
Valice (in ungherese: Alsóvály) è un comune della Slovacchia facente parte del distretto di Rimavská Sobota, nella regione di Banská Bystrica.